# Acantheae
Acantheae es una tribu de la familia Acanthaceae, subfamilia Acanthoideae que tiene los siguientes géneros:

## Géneros
Según wikispecies
- Acanthopsis - Acanthus - Achyrocalyx  - Aphelandra - Blepharis - Crossandra  - Crossandrella - Cynarospermum - Cyphacanthus - Encephalosphaera - Geissomeria  - Holographis - Neriacanthus - Orophochilus  - Rhombochlamys - Salpixantha - Sclerochiton - Stenandrium - Streptosiphon - Strobilacanthus  - Xantheranthemum

Según NCBI
- Acanthopsis - Acanthus - Achyrocalyx - Aphelandra - Blepharis - Crossandra - Crossandrella - Cynarospermum - Encephalosphaera - Geissomeria - Holographis - Neriacanthus - Rhombochlamys - Salpixantha - Sclerochiton - Stenandrium - Streptosiphon